# Haulerpolder
De Haulerpolder is een natuurgebied vlak bij de Friese plaats Haule. Het gebied is in beheer bij Natuurmonumenten en ligt langs de Boven Tjonger, de bovenloop van de Tjonger. Het gebied is 47 ha groot, en bestaat voornamelijk uit graslanden.
In het gebied groeien de zeldzame dotterbloem en orchidee. Ook is het een belangrijk broedgebied voor verschillende weidevogels.